# Hidde Kruize
Hidde Kruize, född den 30 september 1961 i Haag, Nederländerna, är en nederländsk landhockeyspelare.
Han tog OS-brons i herrarnas landhockeyturnering i samband med de olympiska landhockeytävlingarna 1988 i Seoul.